# The Journey (EP)
The Journey es el EP debut de la actriz y cantante Jamie Lynn Spears. "How Could I Want More" fue lanzado como el promo del álbum el 26 de noviembre de 2013, por Sweet Jamie Music, Inc. El 13 de mayo de 2014, Spears lanzado teasers de cuatro nuevas canciones ("Shotgun Wedding", "Mandolin Summer Sun", "Big Bad World" y "Run") en su cuenta de Instagram con la etiqueta "JLSTheJourney". The Journey se lanzó el 27 de mayo de 2014.

## Antecedentes
Durante un par de años antes del lanzamiento de The Journey, Spears había pasado tiempo a escribir canciones, trabajando con diferentes productores, demos de canciones, y "tratando de averiguar lo que el sonido exacto" que quería poner en el EP. Spears declaró que su primera impresión como artista era importante para ella. Ella dijo de sus fanes, "Mis fans han sido un gran apoyo, y han sido tan paciente para que consiga la música para ellos. Ellos han escuchado todos los clips de YouTube, y mis shows en vivo, pero ellos merecen tener algo que pueden escuchar". Spears escribió la canción de apertura "Shotgun Wedding" con Chris Tompkins en 2008/2009. Se cita como una de las primeras canciones que alguna vez escribió y representa la etapa inicial de su carrera musical . La segunda pista "Run" Spears dice que se originó a partir de una conversación que tuvo con algunos de sus compañeros de escritores sobre el calor que hacía fuera, que finalmente se convirtió en una canción. Spears dice la canción le recuerda a "estar en el río, verano, simplemente estar con la persona que amas, y sólo tener un buen tiempo." El primer sencillo del EP "How Could I Want More" fue inspirado por el marido de Spears y es lo que ella describe como "personal y especial". "Mandolin Summer Sun" es lo que Spears describe como una canción feliz y se trata de "dejar que las cosas van, al no ser tan grave, disfrutando de la vida, y que la inocencia, y que el tiempo de la diversión en el verano." La última canción "Big Bad World" fue escrito con Chris Tompkins. Fue escrito cuando Spears se encontraba en un momento de soledad en su vida y está destinado a ser alentar a los oyentes.

## Lista de canciones
| N.º | Título                  | Escritor(es)                                   | Duración |  |
| 1.  | «Shotgun Wedding»       | Jamie Lynn Spears, Tyler Hayes, Chris Tompkins | 3:32     |  |
| 2.  | «Run»                   | Spears, Lisa Carver, Corey Crowder, Liz Rose   | 4:06     |  |
| 3.  | «How Could I Want More» | Spears, Rivers Rutherford                      | 3:33     |  |
| 4.  | «Mandolin Summer Sun»   | Spears, Carver, Crowder, Rose                  | 2:54     |  |
| 5.  | «Big Bad World»         | Spears, Rose, Tompkins                         | 3:22     |  |

## Posicionamiento
| Listas (2014)                           | Posicionamiento |
| --------------------------------------- | --------------- |
| Estados Unidos (Billboard 200)          | 193             |
| Estados Unidos (Top Country Albums)     | 24              |
| Estados Unidos (Top Heatseekers Albums) | 5               |
| Estados Unidos (Independent Albums)     | 25              |